# União das Freguesias de Carcavelos e Parede
União das Freguesias de Carcavelos e Parede, kurz Carcavelos e Parede ist eine Gemeinde (Freguesia) im portugiesischen Kreis (Concelho) von Cascais, im Distrikt Lissabon.
Die Gemeinde hat 45.007 Einwohner und eine Fläche von 8,11 km² (Stand nach Zahlen vom 30. Juni 2011).
Sie entstand im Zuge der Gebietsreform in Portugal am 29. September 2013 durch Zusammenschluss der Gemeinden Carcavelos und Parede. Sitz der neuen Gemeinde wurde Carcavelos.